# لودفيك سفوبودا
لودفيك سفوبودا (بالتشيكية: Ludvík Svoboda) سياسي وجنرال تشيكوسلوفاكي وُلد في قرية هروزناتين بمقاطعة مورافيا بالإمبراطورية النمساوية المجرية بتاريخ 25 نوفمبر 1895 وتوفي في العاصمة التشيكوسلوفاكية (التشيك الآن) براغ بتاريخ 20 سبتمبر 1979، شارك في الحربين العالميتين الأولى والثانية وانتُخب رئيسا لجمهورية تشيكوسلوفاكيا الاشتراكية في الفترة ما بين 30 مارس 1968 وحتى 28 مايو 1975.

## روابط خارجية
- لودفيك سفوبودا على موقع IMDb (الإنجليزية)
- لودفيك سفوبودا على موقع الموسوعة البريطانية (الإنجليزية)
- لودفيك سفوبودا على موقع مونزينجر (الألمانية)
- لودفيك سفوبودا على موقع ديسكوغز (الإنجليزية)
- لودفيك سفوبودا على موقع قاعدة بيانات الفيلم (الإنجليزية)